# Condado de Jones (Iowa)
El condado de Jones (en inglés: Jones County, Iowa), fundado en 1837, es uno de los 99 condados del estado estadounidense de Iowa. En el año 2000 tenía una población de 20 221 habitantes con una densidad poblacional de 14 personas por km². La sede del condado es Anamosa.

## Historia
El Condado de Jones, fue fundado el 21 de diciembre de 1837. Fue nombrado después de George Wallace Jones, a Senador de Estados Unidos y miembro del Congreso.

## Geografía
Según la Oficina del Censo, el condado tiene un área total de 1494 km² (576,8 mi²), de la cual 1490 km² (575,3 mi²) es tierra y 4 km² (1,5 mi²) es agua.

### Condados adyacentes
- Condado de Delaware noroeste
- Condado de Dubuque noreste
- Condado de Jackson este
- Condado de Clinton sureste
- Condado de Cedar sur
- Condado de Linn oeste

## Demografía
En el 2000 la renta per cápita promedia del condado era de $37 449, y el ingreso promedio para una familia era de $44 264. El ingreso per cápita para el condado era de $17 816. En 2000 los hombres tenían un ingreso per cápita de $31 039 contra $22 075 para las mujeres. Alrededor del 8,60% de la población estaba bajo el umbral de pobreza nacional.
| 1900   | 1910   | 1920   | 1930   | 1940   | 1950   | 1960   | 1970   | 1980   | 1990   | 2000   |
| ------ | ------ | ------ | ------ | ------ | ------ | ------ | ------ | ------ | ------ | ------ |
| 21 954 | 19 050 | 18 607 | 19 206 | 19 950 | 19 401 | 20 693 | 19 868 | 20 401 | 19 444 | 20 221 |

## Lugares

### Ciudades
- Anamosa
- Cascade
- Center Junction
- Martelle
- Monticello
- Morley
- Olin
- Onslow
- Oxford Junction
- Wyoming

### Comunidades no incorporadas
- Antreville
- Lake Secession

### Otras comunidades
- Fairview
- Langworthy
- Stone City

### Principales carreteras
- U.S. Highway 151
- Carretera de Iowa 1
- Carretera de Iowa 38
- Carretera de Iowa 64
- Carretera de Iowa 136